# Tasti permanenti
I tasti permanenti sono una funzione relativa all'accessibilità tipica di sistemi operativi con interfaccia grafica che aiuta gli utenti con disabilità fisiche o per ridurre lesioni da sforzo ripetitivo (o la sindrome detta Emacs Pinky). Essenzialmente essa serializza sequenze di tasti anziché farli premere contemporaneamente, quindi il tasto premuto può essere rilasciato con la sicurezza che esso resti attivo per un certo lasso di tempo (per permettere di completare la sequenza).
È possibile trovare i tasti permanenti su Windows e Mac OS X col nome, appunto, di "tasti permanenti"  (in inglese sticky keys) e su sistemi Unix/X11 nella utility Access X.

## Storia
I tasti permanenti furono introdotti in MAC OS X 6 nell'estensione "Accesso facilitato", che includeva anche i tasti del mouse permanenti.
Nel 1994 Solaris 2.4 fornì l'utility Access X, che comprendeva i tasti permanenti.
Microsoft introdusse i tasti permanenti in Windows 95.

## Attivazione
Per attivare questa scorciatoia da tastiera, il tasto Shift ⇧ Maiusc deve essere premuto per 5 volte in rapida successione. Questa funzione può anche essere attivata e disattivata tramite l'icona Accessibilità nel pannello di controllo di Windows.
Ciò ha creato problemi a chi usava molto il tasto Shift, come i giocatori, dato che compariva il popup di attivazione dei tasti permanenti al di sopra di tutte le altre app.
Per disattivare i tasti permanenti una volta abilitati, è necessario digitare 3 o più tasti permanenti (Ctrl Ctrl, Alt Alt, Shift,Windows) allo stesso tempo.
Su sistemi Linux/BSD bisogna attivare l'estensione XKB e la riga di comando, quindi premere Shift 5 volte.

## Suoni
I tasti permanenti fanno un suono di avviso su laptop Windows, mentre su prodotti Apple fanno un suono tranquillo.